# Le Crouzet
Le Crouzet település Franciaországban, Doubs megyében. Lakosainak száma 56 fő (2022. január 1.). Le Crouzet Cerniébaud, Petite-Chaux, Reculfoz, Fraroz és Chaux-Neuve községekkel határos.

## Népesség
A település népességének változása:
| Lakosok száma | 47   | 38   | 33   | 59   | 59   | 56   | 59   | 60   | 61   | 56   |
|               | 1968 | 1982 | 1990 | 2006 | 2013 | 2015 | 2017 | 2019 | 2020 | 2022 |